# Floursies
Floursies és un municipi francès, situat a la regió dels Alts de França, al departament del Nord. L'any 2006 tenia 134 habitants.

## Demografia
| 1962                                       | 1968 | 1975 | 1982 | 1990 | 1999 |
| ------------------------------------------ | ---- | ---- | ---- | ---- | ---- |
| 125                                        | 139  | 127  | 136  | 129  | 129  |
| Des de 1962: població sense dobles comptes |      |      |      |      |      |

## Administració
| Període   | Identitat       | Partit |
| --------- | --------------- | ------ |
| 2001-2008 | Fernand Debarle |        |
| 2008-     | Alain Deltour   |        |